# Exetastes abdominalis
Exetastes abdominalis là một loài tò vò trong họ Ichneumonidae.